# 奧拉西鎮區 (約翰遜縣)
奧拉西鎮區（英語：Olathe Township）是位於美國堪薩斯州約翰遜縣的一個行政鎮區。

## 地方資料
奧拉西鎮區的面積為197.90平方千米，當中陸地面積為181.90平方千米，而水域面積為16.00平方千米。根據2010年美國人口普查的數據，當地共有人口137324人，而人口密度為每平方千米693.91人。

## 外部連結
- US-Counties.com
- City-Data.com （页面存档备份，存于）